# Iglesia de Ikvi
La iglesia de San Jorge de Ikvi (en georgiano: იკვის წმინდა გიორგის ეკლესია) es una iglesia ortodoxa ubicada en el municipio de Kaspi en la región este-central de Shida Kartli, Georgia. Es una iglesia en cruz inscrita que data del siglo XI. Es conocida por sus elaboradas esculturas externas de piedra y frescos de los siglos XII y XIII, que fueron restaurados después de los daños causados por la lluvia en 2011. Está inscrita en la lista de Monumentos culturales inamovibles de importancia nacional de Georgia.

## Ubicación
La iglesia de Ikvi está ubicada en el valle del río Shabtsqala, al sur del moderno pueblo de Chachubeti, en el territorio del ahora extinto pueblo de Ikvi. Unos 2 km al sureste se encuentra otro monumento medieval, el monasterio Rkoni. No existen fuentes literarias sobre la construcción e historia de la iglesia. El monumento fue reparado sustancialmente de 1939 a 1940.

## Diseño

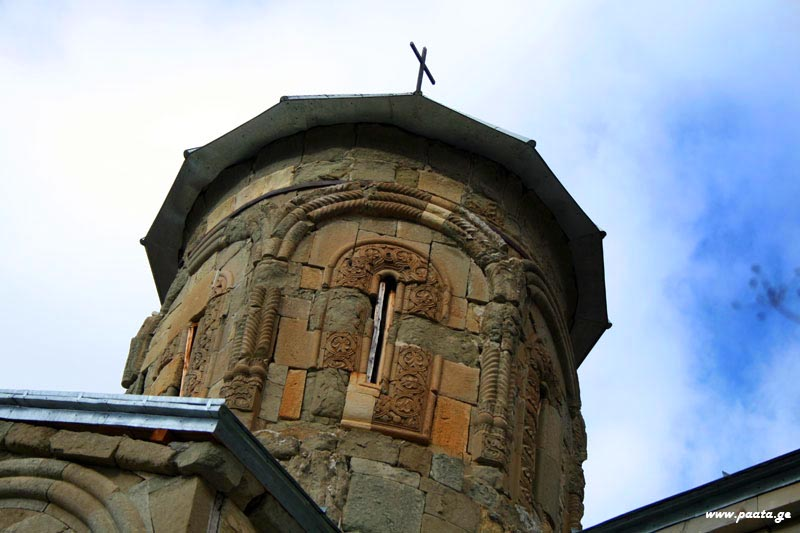
Piedra tallada decorativa en la cúpula de Ikvi

La iglesia de San Jorge de Ikvi fue construida con bloques de piedra tallada y mide 9 × 7,2 m. Es un edificio cruzado en cuadrado, en el cual las bahías que forman los cuatro brazos de la cruz se proyectan desde la bahía central; de estos, tres son cortos y rectangulares, mientras que el cuarto termina en un ábside profundo en el este. El ábside está flanqueado por dos pastoforios. El interior está iluminado por seis ventanas cortadas en el tambor. El tambor y las fachadas están adornados con ornamentos de piedra tallada, con diversos motivos que varían desde formas geométricas hasta patrones florales complejos. Debajo del arco sudoeste, una losa de piedra lleva una cruz con ramas florecidas cortadas en relieve y una inscripción en la escritura georgiana medieval  asomtavruli,  paleográficamente datada en la primera mitad del siglo XI y haciendo mención al donante, el prelado (mamamtavari ) Arsen.
El interior está adornado con frescos que datan de los siglos XII y XIII. Las pinturas son conocidas por su calidad artística y su programa iconográfico, que incluye retratos de hombres de iglesia, escenas cristológicas y episodios de la vida y martirio de San Jorge. El estilo de los murales indica que el pintor estaba familiarizado con los modelos bizantinos, mientras que el ciclo de San Jorge es compositivamente similar a los frescos de otra iglesia regional importante, la Iglesia de Pavnisi. Las pinturas murales fueron dañadas por fuertes lluvias en 2011 y se sometieron a un programa de estabilización y conservación de emergencia en 2012.